# どきどき旅行
「どきどき旅行」（どきどきりょこう）は、1982年4月21日にリリースされた岩崎良美の9枚目のシングル。発売元はキャニオンレコード。

## 概要
アルバム『Cecile』からの先行シングル。A・B面曲とも前シングル「愛してモナムール」に引き続き、安井かずみ・加藤和彦夫妻による楽曲となっている。
岩崎自身は、後年とあるイベントで「大人になったと感じた曲は」との問いかけに対して「どきどき旅行」を挙げている。

## 収録曲
- 全作詞：安井かずみ／作曲：加藤和彦／編曲：清水信之

1. どきどき旅行（3:29）
2. 私の恋は印象派（3:35）